# Bernard Clavel
Pour les articles homonymes, voir Clavel.
Bernard Clavel, né le 29 mai 1923 à Lons-le-Saunier (Jura) et mort le 5 octobre 2010 à Chambéry (Savoie), est un écrivain français qui a obtenu le prix Goncourt 1968 pour le roman Les Fruits de l'hiver.
Principalement connu comme romancier, il est aussi l'auteur d'essais, de poèmes et de contes pour la jeunesse.

## Biographie

### Origines familiales, formation et activités professionnelles
Issu d'une famille modeste du département du Jura (son père est boulanger et sa mère fleuriste), il fréquente l’école de Lons-le-Saunier et passe souvent ses vacances à Dole chez son oncle Charles Mour, qui deviendra L’oncle au képi blanc et le héros du Soleil des Morts. Il quitte l'école à quatorze ans (1937) et effectue un apprentissage de pâtissier.
Pendant la Seconde Guerre mondiale, il s’engage dans l’Armée d'armistice, constituée à la suite de la Débâcle. Clavel quitte alors une première fois son Jura natal pour Castres, espérant passer en Espagne. Il reviendra à Gevingey pour travailler dans les vignes, où il connaîtra Hyacinthe Perez, le « Pablo Sanchez » de L’Espagnol. Il gagne rapidement la clandestinité du maquis du Jura. À la Libération, il s’installe à Vernaison, vers Lyon, où il exerce divers petits métiers et se tourne vers les mots.
Par la suite, il exerce différents métiers, tout en se formant en autodidacte, et devient journaliste dans les années 1950. Sans aide, sans conseiller, sans véritable maître, dès l'adolescence, il peint et écrit, songeant en secret au jour où il pourra se consacrer totalement à l'art.
Il a deux enfants (Rolland et Yves) avec sa première épouse, Andrée Clavel-David avec qui il partage sa vie de 1945 à 1978. Il dira d'elle « Je dois dire que si je n'avais pas eu la femme que j'ai, si je ne l'avais pas rencontrée, je crois que je n'aurais jamais écrit ce que j'ai écrit (...). J'ai eu la chance d'avoir une femme qui non seulement me soutienne, m'aide dans mon travail, mais qui accepte de prendre avec moi tous les risques. (...) Je dois rendre grâce à ma femme de m'avoir toujours aidé »
Au cours d'un voyage à Montréal en 1977, il rencontre la romancière québécoise Josette Pratte, qui deviendra sa femme et avec qui il vivra jusqu'à sa mort. Il dira que son mariage avec elle a insufflé « à son œuvre une deuxième vie. » Il vivra en partie au Québec qui lui inspirera sa saga Le Royaume du Nord.
Il voyage beaucoup, déménage près de 42 fois (Paris, Canada, Irlande, Suisse, Bordelais...). Il fuit les honneurs, par exemple il refuse la Légion d'honneur. Élu à l'académie Goncourt en 1971 au couvert de Jean Giono, il en démissionne en 1977, trop pris par l'écriture pour consacrer tant de temps à la lecture, et plus à l'aise dans les grands espaces que dans les salons où se nouent les intrigues.
Il meurt en 2010.

### Carrière dans les lettres
Il publie son premier roman, L'Ouvrier de la nuit, en 1956, poussé par Jacques Peuchmaurd, directeur littéraire et ami qui croit en lui.
C'est le début d'une série de près d'une centaine de titres, principalement des romans, parfois constitués en sagas comme La Grande Patience (quatre volumes, 1962-1968), Les Colonnes du ciel (5 volumes, 1976-1981) et Le Royaume du Nord (6 volumes, 1983-1989).
En quarante ans, il publie près de quatre-vingt-dix livres qui seront traduits dans une vingtaine de pays. Certains de ses romans connaissent des tirages qui atteignent plusieurs millions d'exemplaires pour la seule langue française.
Bernard Clavel a reçu plus de 20 prix littéraires dont le Prix Goncourt pour Les Fruits de l'hiver, les Grand Prix de la Ville de Paris et de la Ville de Bordeaux pour l'ensemble de son œuvre, le Prix des Maisons de la Presse...
Il a été reçu chevalier de l'Ordre national du Québec en 2002.

### Engagements politiques
Bernard Clavel a été un actif militant pacifiste et pour les droits de l’Homme. Son œuvre reflète ces engagements. Par exemple, la Lettre à un képi blanc (1975) est adressée à un soldat de la Légion étrangère qui avait écrit en réaction à son roman Le Silence des armes (1974), où Bernard Clavel défendait l'insoumission pendant la guerre d'Algérie.
Ami avec tous les courants de pensée de cette mouvance, il était souvent reçu à Radio Lyon cours Gambetta[pas clair], où il côtoyait René Fonteret, Paul Rivier, Jo Darlays, Gérard Nony, Robert Lajoy, Maurice de Thou, Claude Maret.

### Mort et funérailles
Mort en Savoie, il est inhumé dans le Jura, à Frontenay, à quelques kilomètres au nord de Lons-le-Saunier.

## Présentation de son œuvre
Bernard Clavel est un écrivain prolifique, auteur de plus d’une centaine d’ouvrages.
Il est surtout connu pour ses romans tels que L’Espagnol, Malataverne, ou plus récemment, Brutus ou La Retraite aux flambeaux.
Ses ouvrages sont en grande partie autobiographiques. Ils sont l’expression de son expérience, de son évolution intérieure, à l'image d'un Jack London qu'il admirait. Il s'attache à décrire la vie et les sentiments des hommes simples face à la dureté du monde.
Écrivain populaire, Bernard Clavel n’a jamais récusé ce terme, il l’a toujours revendiqué, écrivant pour le peuple, pour le plus grand nombre et non pour un cercle d’initiés. Il passe pour être un représentant de ce qu'on appelle le roman du terroir.
Il a aussi écrit des Contes et nouvelles pour la jeunesse ainsi que de nombreux articles, préfaces et témoignages.

## Publications

### Romans
Série La Grande Patience
1. La Maison des autres, 1962
2. Celui qui voulait voir la mer, 1963
3. Le Cœur des vivants, 1964
4. Les Fruits de l'hiver, prix Goncourt, 1968

Série Les Colonnes du ciel
1. La Saison des loups, 1976, Robert Laffont
2. La Lumière du lac, 1977, Robert Laffont, dernière édition 1985
3. La Femme de guerre, 1978, Robert Laffont
4. Marie Bon pain, 1980, Robert Laffont, dernière édition 1985
5. Compagnons du Nouveau Monde, 1981, Robert Laffont, dernière édition 1985

Série Le Royaume du Nord
1. Harricana, 1983, Albin Michel
2. L’Or de la terre, 1984, Albin Michel
3. Miséréré, 1985, Albin Michel
4. Amarok, 1987, Albin Michel
5. L’Angélus du soir, 1988, Albin Michel
6. Maudits sauvages, 1989, Albin Michel

Autres romans
Bernard Clavel a écrit de nombreux romans à partir de 1956 jusqu'aux années 2000 :
- 1956 L'Ouvrier de la nuit, Julliard, (ou « Jura ») Robert Laffont, 1971
- 1957 Pirates du Rhône, André Bonne, — Réédition chez Robert Laffont, 1974
- 1958 Qui m'emporte, Robert Laffont, — Réédité à plusieurs reprises sous le titre Le Tonnerre de Dieu.
- 1959[9] L'Espagnol, Robert Laffont,
- 1960 Malataverne, Robert Laffont
- 1965 Le Voyage du père, Robert Laffont
- 1966 L'Hercule sur la place, Robert Laffont
- 1970 Le Tambour du bief, Robert Laffont
- 1972 Le Seigneur du fleuve, Robert Laffont
- 1974 Le Silence des armes, Robert Laffont
- 1977 Tiennot ou l'île aux Biard
- 1982 L'homme du Labrador, Balland
- 1990 Quand j'étais capitaine, Albin Michel
- 1991 Meurtre sur le Grandvaux, Albin Michel
- 1992 La Révolte à deux sous, Albin Michel
- 1993 Cargo pour l'enfer, Albin Michel
- 1994 Les Roses de Verdun, Albin Michel
- 1996 Le Carcajou, Robert Laffont
- 1997 La Guinguette, Albin Michel
- 1998 Le Soleil des morts, Albin Michel
- 2000 Le Cavalier du Baïkal, Albin Michel
- 2001 Brutus, Albin Michel
- 2002 La Retraite aux flambeaux, Albin Michel
- 2003 La Table du roi, Albin Michel
- 2004 Les Grands Malheurs, Albin Michel

### Contes, nouvelles et divers
- Bernard Clavel a écrit plusieurs livres concernant les légendes (Légendes des lacs et des rivières, des montagnes et des forêts, de la mer, du Léman) qui sont plutôt des œuvres pour la jeunesse, ainsi que deux autres ouvrages, les Contes et légendes du bordelais et les Contes espagnols. Il a conseillé ses amis auteur et réalisateur dans le film de la région Rhône-Saône, Clochemerle.
- 1969 L'espion aux yeux verts, Robert Laffont
- 1978 L’ami Pierre, texte de Bernard Clavel, photos de Jean-Philippe Jourdrin, 78 pages, Duculot
- 1979 L'iroquoise, L'instant romanesque, Éditions Balland
- 1980 La Bourrelle, Éditions Balland
- 1983 Georges Brassens, auprès de mon arbre, André Tillieu, préface de Bernard Clavel
- 1992 Contes espagnols, Le pont du Llobregat - le pêcheur et le sabbat - la perle de la forêt, illustrations d'August Puig, Le Choucas, 77 pages
- 1997 Contes et légendes du bordelais, éditions Mollat, 90 pages,  (ISBN 2-909351-31-9)
- 1997 Gandhi l'insurgé : l'épopée de la marche du sel, Jean-Marie Muller, préface de Bernard Clavel, Albin Michel, (ISBN 2-226-09408-3)
- 2002 Rondes et Comptines, sur CD audio, chantées par Clémentine et ses amis, De Plein Vent - Frémeaux & Associés
- 2005 Le chien du brigadier, Sélection Du Reader's Digest, collection 50 Ans Sélection du Livre, 61 pages, 04/2005,  (ISBN 2709816679)

### Essais et récits
- 1958 Paul Gauguin, Éditions du Sud-Est
- 1962 Célébration du bois, Éditions Robert Morel
- 1967 Léonard de Vinci, Éditions Club d’Art Bordas
- 1968 Victoire au Mans, Éditions Robert Laffont
- 1970 Le massacre des innocents, Éditions Robert Laffont
- 1973 Bonlieu ou le Silence des nymphes, dessins de J.-F. Reymond, Éditions H.-R. Dufour, Lausanne
- 1975 Lettre à un képi blanc, Éditions Robert Laffont
- 1977 Écrit sur la neige, Éditions Stock, interviews recueillies par Maurice Chavardès : voir présentation dans le chapitre III du sommaire
- 1977 Fleur de sel, les marais salants de Guérande, texte de Bernard Clavel, photos de Paul Morin, Éditions Le Chêne, 1977 et 1985
- 1979 Le Rhône ou les métamorphoses d’un Dieu, Éditions Hachette Littérature, photos Yves-André David
  - 1984 repris sous le titre Je te cherche vieux Rhône, Éditions Actes Sud, couverture Christine Le Bœuf,  (ISBN 2-7427-2688-8), réédité en avril 2000
- 1981 Arbres, par Bernard Clavel et Grégoire Curien, Éditions Berger-Levrault, réédition 1995, (ISBN 2-7013-0473-3)
- 1981 Terres de mémoire, le Jura, de Bernard Clavel, Georges Renoy, et Jean-Marie Curien, Éditions Jean-Pierre Delarge
- 1999 Les Petits Bonheurs, Éditions Albin Michel, Pocket 04/2000  (ISBN 2266103644) : récit autobiographique, voir présentation dans le chapitre III du sommaire
- 2000 Les Vendanges, texte de Bernard Clavel, photos de Janine Niépce, Éditions Hoebeke, 104 pages,  (ISBN 2842301099)
- 2003 L'Hiver, Éditions Nathan, collection Voyages et nature, 192 pages,  (ISBN 209261052X)
- 2003 Paroles de paix, texte de Bernard Clavel, illustrations de Michele Ferri, Éditions Albin Michel, 64 pages,  (ISBN 2226129235)
- 2005 J'avais six ans à Hiroshima. Le 6 août 1945, 8h15, Nakazawa Keiji, précédé de La peur et la honte de Bernard Clavel, Éditions Le Cherche-Midi, 169 pages,  (ISBN 2749104165)

### Revues et collaborations diverses

#### Articles, préfaces, etc.
- Le Vieux Lyon est-il menacé ? par Bernard Clavel, revue Le Jardin des arts no 86, janvier 1962
- Vienne par Bernard Clavel, revue Le Jardin des arts no 90, mai 1962
- Les croix des mariniers du musée de Serrières revue Le Jardin des arts nos 97-98, décembre 1962 - janvier 1963
- L'école lyonnaise de peinture par Bernard Clavel, revue Le Jardin des arts no 100, mars 1963
- Cœur vivant de la maison par Bernard Clavel, revue Le Jardin des arts no 109, décembre 1963
- Le grand art de la soierie, revue Le Jardin des arts no 112, Jules Tallandier, mars 1964
- Castres par Bernard Clavel, revue Le Jardin des arts no 115, juin 1964
- Lyon à la pointe du progrès, par Bernard Clavel, revue Plaisirs de France, avril 1963
- Un musée tibétain dans le Vieux-Lyon, par Bernard Clavel, revue Plaisirs de France, février 1965

- Le talon de fer, de Jack London, Club Diderot, Paris, 1967
- L'Affaire Deveaux, article de Bernard Clavel, Édition Publication Première, collection Édition Spéciale, 265 pages, 1969
- Jacquou le croquant, Eugène Le Roy, préface de Bernard Clavel, Calmann-Levy, 360 pages, 1969
- Les Cerdan, Passevant Roland, préface de Bernard Clavel, Dargaud, in-8 broché, 170 pages, 1970
- La chiropractie, de Jean Gallet, Hachette, Paris, 1970
- Mourir pour Dacca, Claude Mossé, préface de Bernard Clavel, Paris, Robert Laffont, in-8 broché, 220 pages, 1972
- Écrits, Louis Lecoin, extraits de 'Liberté' et de 'Défense de l'homme', préfaces de Bernard Clavel et de Robert Proix, Union pacifiste de France (UPF), Boulogne, 255 pages, 1974
- La seule arme absolue, article de Bernard Clavel, revue alternatives non violentes no 20-21, janvier 1977
- Revue Liberté de Louis Lecoin, articles de Bernard Clavel sur le pacifisme et l’objection de conscience
- Aux confins de la médecine, Gaston Baissette, Préface de Bernard Clavel, In8 218 pages, Julliard, 1977
- La gerbe d'or, Henry Béraud, préface de Bernard Clavel, Édition Horvath, Roanne, 207 pages, l'histoire de la boulangerie Lyonnaise 'la gerbe d'or' au début du siècle, 1979
- Autour de Marcel Aymé, article de Bernard Clavel, Cahiers Dolois, 1980
- Le Lycée de mon père, Maurice Toesca avec une préface de Bernard Clavel, Mémoires de ma mémoire - Éditions Clancier-Guénaud - collection Mémoire pour Demain, 209 pages, 1981
- Magazine littéraire no 298, Entretien avec Bernard Clavel
- Ils ont semé nos libertés, Michel Ragon, avant-propos de Bernard Clavel, Éditions Syros, 1984
- Truphémus et les cafés de Lyon par Bernard Clavel et René Déroudille, revue L'œil 360-361, juillet-août 1985
- La table au pays d'Henri Maire, Michel René Bazin, préface de Bernard Clavel
- Fleur de sel, les marais salais de Guérande, texte de Bernard Clavel, photos de Paul Morin, Éditions Le Chêne, 1985
- Morges, sept siècles d'histoire vivante 1286-1986, Robert Curtat, préface de Bernard Clavel, Au Verseau, 193 pages, 1986
- La littérature au risque de la psychanalyse, article de Bernard Clavel, Le Croquant, Saint-Étienne du Bois, 1989
- Les Travailleurs Face à L'armée, Jean Authier, postface de Bernard Clavel, Moisan Union pacifiste de France, 80 pages
- L'Irlande, Pat Coogan, Jean-Pierre Duval, Préface de Bernard Clavel et Josette Pratte, Romain Pages Éditions, 1993, 96 pages
- Franche-Comté Champagne Ardenne, La France et ses Trésors, préface de Bernard Clavel, Larousse-Sélection du Reader Digest, 1994, 138 pages
- À Dieu vat, Jean-Pierre Lanvin, préface de Bernard Clavel, éditions CDRPC, Lyon, 1999, 387 pages  (ISBN 2913374077)
- Brassens, le mécréant de Dieu, Jean Claude Lamy, témoignage de Bernard Clavel, Albin Michel 2004, 310 Pages
- Il y a 100 ans La France d'autrefois, présenté par Bernard Clavel, Reader's Digest, 2005, 287 pages

### Œuvres pour la jeunesse
- L’Arbre qui chante, 1967, illustrations de Philippe Lorin. Messidor-La Farandole. Album, réédité en 2005 chez Hatier  (ISBN 2218749688) et en 1997 avec La maison des canards bleus et Le chien des Laurentides
- La Maison du canard bleu, (illustré par JB Fourt) Casterman, 1972, Le Chien des Laurentides, (illustré par Léonor Dobon) Casterman, 1979.
- Ces trois titres sont regroupés désormais sous le titre L’Arbre qui chante, 1997, Albin Michel Jeunesse, illustrés par Christian Heinrich.
- Editions Pocket Jeunesse, département d'Univers poche, 2002
- Victoire au Mans, Robert Laffont, 1968
- Légendes des lacs et des rivières, illustrations Jacques Poirier, notes de Nicole Sinaud, Hachette Jeunesse, 1974 et 1986, réédition chez Hachette Jeunesse, 2002,  (ISBN 2-01-000693-3)[notes 1]
- Légendes de la mer, Hachette Jeunesse, 1975,  (ISBN 2010139224), LGF en 1981 et Le Livre de poche jeunesse, 10/2008, illustrations Rosiers-Gaudriault, commentaires Nicole Sinaud, 189 pages,  (ISBN 978-2-01-322499-4)
- Légendes des montagnes et des forêts, illustrations Mette Ivers, commentaires Nicole Sinaud, Hachette Jeunesse, 1975, LGF en 1983 et Le Livre de poche jeunesse, 08/2008, 184 pages,  (ISBN 978-2-01-322601-1)

- Le voyage de la boule de neige, illustrations de Jean Garonnaire, Robert Laffont, 1975
- Félicien le fantôme, de Bernard Clavel et Josette Pratte, illustrations Jean Garonnaire, Éditions Jean-Pierre Delarge, 1980
- Poèmes et comptines, L'École des Loisirs, 1981
- Le hibou qui avait avalé la lune, Clancier-Guénaud, Illustré par Jacques Aslanian, 1981
- Odile et le vent du large, illustré par Jacqueline Delaunay. G. P. Rouge et Or, 1981
- Rouge pomme, L'École des Loisirs, 1982
- Le roi des poissons, illustrations Christophe Durual et de François Crozat, Albin Michel Jeunesse, 1994, réédition en 2000
  - Les trois titres suivants sont regroupés désormais sous le titre Le mouton noir et le loup blanc, 1998, Flammarion :
  - Le Mouton noir et le loup blanc, Flammarion, 1984, L’Oie qui avait perdu le nord, illustrations Véronique Arendt, Flammarion, 1985, Au cochon qui danse, Flammarion, 1986,
- Le grand voyage de Quick Beaver, illustré par Christophe Besse. Nathan, 1988
- À kénogami, poèmes, images de Gilles Tibo, Messidor/La Farandole, 1989
- Les portraits de Guillaume, illustrations Dominique Ehrhard, Nathan, 1991
  - Ces deux titres, ainsi que La Maison en bois de lune sont regroupés désormais sous le titre Achille le singe, illustré par Jean-Louis Besson. Albin Michel :

L’autobus des écoliers, illustrations de Christophe Besse, La Farandole, 1991, Le rallye du désert, illustrations Christophe Besse, La Farandole, 1993
- Rondes et comptines, disque, textes de bernard Clavel, musique de Thierry Fervant, Éditions Frémeaux, 1991
- La cane de barbarie, dessins de Anne Romby, Le Seuil, 1992
- Légendes du Léman, illustrations Mette Ivers, Éditions Hifach, en 1988, Hachette Livre, 1996, Hachette Jeunesse, 2004
- Jésus, le fils du charpentier, Robert Laffont, 1996
- Les larmes de la forêt, Hesse, 1997
- Akita, Pocket Jeunesse, illustrations de Christian Heinrich, 1997 (première édition : Je Bouquine, 1996)
- Wang, chat tigre, illustrations Benoît Debecker, Pocket Jeunesse, 1998
- Le loup bavard, Hesse, 1998
- La chienne tempête, illustrations de Christophe Rouil, Pocket Jeunesse, 1999 (première édition : Je Bouquine, 1998)
- Le commencement du monde, Albin Michel, 1999
- La louve du Noirmont, Pocket Jeunesse, 2000

- Histoires de chiens, Albin Michel, 2000, nouvelles, (comprend 4 titres inédits et deux reprises) : Kouglof (2000), chien de guerre (2000) -Pauvre Léon (2000) - Vieux Dick (2000) - Le chien de combat (1997) - La chienne tempête (1997) - Akita (1997)
- Le château de papier, illustré par Yan Nascimbene, Albin Michel, 2001
- Histoires de Noël, illustrations de François Roca, Ipomée/Albin Michel, 2001 : Noël sur l’océan (1988) - Marionnette (2001) - Le grand vieillard tout blanc (2001) - Julien et Marinette (1982) - Hiéronimus (1993) - Le quêteux du Québec (1997) - Les soldats de plomb (1998) - Fait divers (1985) - L’apprenti pâtissier (2001) - Le Père Noël du nouveau millénaire (1999)
- Histoires de la vie sauvage, Albin Michel, 2002 (comprend 4 titres inédits et une reprise) : Le Phoque orphelin (2002) - Le Collier du renard (2002) -Les Enfants de l’ourse (2002) - La Louve du Noirmont (2000) - Le Harfang des neiges (2002)

## Cinéma, télévision, radio

### Adaptations au cinéma
- 1965 : Le Tonnerre de Dieu, de Denys de La Patellière, avec Jean Gabin, Michèle Mercier, Lilli Palmer, Georges Géret et Robert Hossein, adapté du livre Qui m'emporte.
- 1966 : Le Voyage du père, de Denys de La Patellière, avec Fernandel et Lilli Palmer dans les rôles principaux.

### Adaptations à la télévision
- ? : D'où viens-tu, toi ?, de Jean Archimbaud;
- 1967 : L'Espagnol, de Jean Prat, avec Jean-Claude Rolland et Dominique Davray;
- 1968 : La Maison des autres, de Jean Archimbaud;;
- 1969 : L'Espion aux yeux verts, de Jean-Paul Sassy;
- date : L'Hercule sur la place, de René Luco
- 1971 : Le Tambour du bief, de Jean Prat, avec Paul Frankeur et Gabriel Briand ;
- 1972 : Légion, de Philippe Joulia, avec Pierre Trabaud, René Lefèvre, Maurice Bourbon et Béatrice Audry ;
- 1973 : Malataverne, de Jean Archimbaud;
- date : Pirates du Rhône, de René Lucot, avec Luce Ferral et Vania Vilers;
- 1976 : Le Silence des armes, de Jean Prat, avec Marc Chapiteau et Maurice Garrel ;
- 1977 : La Maison des autres, de Jean-Pierre Marchand, coadapté par Bernard Clavel d’après son roman éponyme, avec Philippe Marlaud et Jacques Rispal ;
- 1980 : Vincendon, de Franck Appréderis, avec Jacques Dufilho, Michel Constantin et Jenny Cleve, d'après la nouvelle de Bernard Clavel L'arbre qui chante ;
- 1985 : Les Colonnes du ciel, de Gabriel Axel, 5 épisodes de 90 minutes, avec Bernard-Pierre Donnadieu et Michel Bouquet.

### Collaborations à la radio
- Série d'émissions sous le titre : Nazisme et renaissance
- Série d'émissions sous le titre : Le Monde des maladies mentales

### Documents
Le fonds d'archives personnelles de Bernard Clavel et de son épouse Josette Pratte est déposé et conservé à la Bibliothèque cantonale et universitaire de Lausanne en Suisse.

#### Livres
- Noël Barbe, « Bernard Clavel toujours marche », Barbizier, 35, 2011, pp. 158–159.
- Noël Barbe, « Le silence des morts est violent... », dans : Jean Berthet-Bondet et Marie-Jeanne Roulière-Lambert (dir), Le Château-Chalon, un vin, son terroir et ses hommes, Mêta-Jura, 2014.
- Noël Barbe, « L'écrivain, les 'maudits' et la lampe Pigeon. Parcours dans l’œuvre de Bernard Clavel », in : F. Ailhaud et N. Barbe (dir.), Pergaud... l'Autre, Besançon, Sekoya, Cahiers de l'Ethnopôle, 2017, p. 213-239.
- Le thème de l'eau chez Bernard Clavel, Marie-Louise Bourg, Université de Liège, 1976.
- Portrait de Bernard Clavel par Marie-Claire de Coninck, Éditions de Méyère.
- Bernard Clavel, Écrivains d’hier et d’aujourd’hui, Michel Ragon, Éditions Seghers, 1975.
- Bernard Clavel, qui êtes-vous ?, J'ai lu, 1985,  (ISBN 2-277-21895-2) (BNF 34841494) : interviews recueillies par Adeline Rivart (présentation dans chapitre III du sommaire).
- Bernard Clavel, un homme, une œuvre, André Noël Boichat, Éditions Cêtre, Besançon, 1994.
- Bernard Clavel, un homme en colère, Bibliothèque cantonale et universitaire, Lausanne, 2003.
- L'Univers clavélien, colloque international Bernard Clavel, ARDUA, Bordeaux, 2003.
- Jean-Marie Pinçon, préface d'Yves et Rolland Clavel, Un Goncourt aux Relais, Bernard Clavel à Villeneuve-sur-Yonne, Société historique, archéologique, artistique et culturelle des Amis du Vieux Villeneuve-sur-Yonne, Villeneuve-sur-Yonne, 2023.

#### Articles
- Articles de Yann Le Puits, sur Les colonnes du ciel et Le royaume du nord, dans Art et Poésie de Touraine, automne 2012, no 210 et Florilège, décembre 2012, no 149.
- Conférence de Yann Le Puits donnée à Sens, pour le Centre d'Études Supérieures de la Littérature, le 23 septembre 2012.